# Rui Ageishi
Rui Ageishi (japanisch 揚石 琉生 Ageishi Rui; * 18. Februar 2006 in Nasushiobara, Präfektur Tochigi) ist ein japanischer Fußballspieler.

## Karriere
Rui Ageishi erlernte das Fußballspielen in der Jugendmannschaft vom Tochigi SC. Hier unterschrieb er am 1. Februar 2024 auch seinen ersten Profivertrag. Der Verein aus Utsunomiya, einer Stadt in der Präfektur Tochigi, spielte in der zweiten Liga, der J2 League. Sein Zweitligadebüt gab Rui Ageishi am 10. November 2024 (38. Spieltag) im Heimspiel gegen Tokushima Vortis. Bei dem 0:0-Unentschieden wurde er in der 74. Minute für Shō Ōmori eingewechselt. Am Ende der Saison 2024 belegte er mit dem Tochigi SC den 18. Tabellenplatz und musste somit in die dritte Liga absteigen.